# Sismo de Istambul de 1509

Ilustração retratando a destruição causada pelo sismo em Istambul em 1509

O sismo de Istambul de 1509, referido pelos seus contemporâneos como "Pequeno Juízo Final", foi um sismo que ocorreu no Mar de Mármara a 10 de setembro de 1509 cerca das 22 horas. Estima-se que teve uma magnitude de 7,2 ± 0,3. Ao terramoto seguiu-se um tsunami e durante 45 dias houve réplicas. Foram destruídas mais de mil casas e 109 mesquitas e estima-se que teriam morrido cerca de dez mil. 

## Estragos

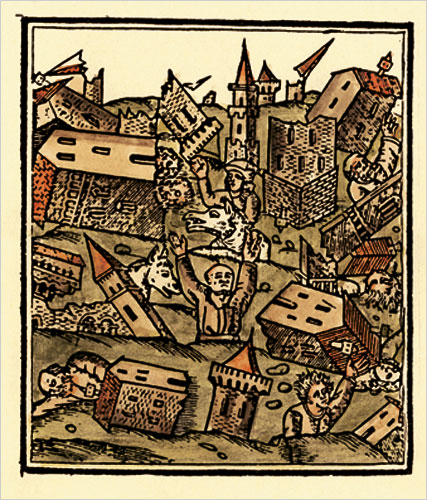
Os estragos em Instambul após o sismo.

A área de maiores estragos (intensidade >= 7) estendeu-se de Çorlu, a oeste, até Izmit a leste. Gálata e Büyükçekmece também foram muito danificadas. Em Istambul (que então não ocupava muito mais do que o atual distrito de Fatih), muitas casas colapsaram, chaminés caíram e paredes racharam. A recém-construída Mesquita de Bajazeto foi severamente danificada — a cúpula principal foi destruída e um dos minaretes caiu. A Mesquita Fatih foi ainda mais gravemente afetada — as quatro grande colunas de suporte foram danificadas e a cúpula partiu-se. A antiga igreja de Santa Sofia sobreviveu praticamente intacta, embora um dos minaretes tenha caído. Dentro da igreja convertida em mesquita, o gesso usado para cobrir os mosaicos bizantinos no interior da cúpula caiu, revelando as imagens cristãs.
Embora seja usual referir o número de mortos como tendo sido de 10 000, as fontes variam muito, desde mil a 13 mil.
Algumas fontes referem um tsunami com mais de seis metros de altura, o qual teria galgado as muralhas. Recentemente foi identificada uma camada de turbidito em Çinarcik, província de Yalova, cuja data de deposição coincide com a do terramoto.